# 乔迪·比米什
乔迪·比米什（英語：Geordie Beamish，1996年10月24日—），新西兰男子田径运动员，2022年米尔罗斯赛男子3000米金牌得主、2023年第五大道一英里赛铜牌得主、2024年世界室内田径锦标赛男子1500米金牌得主。